# Corlătești (okręg Prahova)
Corlătești – wieś w Rumunii, w okręgu Prahova, w gminie Berceni. W 2011 roku liczyła 1432 mieszkańców.